# Vroege zalmkorstzwam
De vroege zalmkorstzwam (Erythricium laetum) is een schimmel die behoort tot de familie Corticiaceae. Hij leeft saprotroof op hout van loofbomen- en struiken. Het wordt gevonden in vochtige loofbossen en gedijt op rottend hout, maar soms ook op gevallen bladeren in vochtige grond. Het verschijnt voornamelijk in de herfst, winter en lente. Levende vruchtlichamen zijn ook te vinden onder het sneeuwdek, ze blijven zich ontwikkelen nadat de sneeuw is gesmolten. Het werd waargenomen op haagbeuken, eiken en op koningsvarens.

## Kenmerken
Hij is verspreid op de grond en losjes eraan vastgemaakt, vliezig. Het oppervlak is glad of gerimpeld, licht roodachtig roze van kleur, na droging verdwijnt deze kleur. De omtrek van het vruchtlichaam is witachtig, min of meer draadachtig.
Hyfen zijn vertakt, dunwandig, recht, met septum, 2-3 m dik. Er zijn geen cystidia. 4-steroïde basen, verdikt, sinusoïdaal gebogen, versmald aan de basis, met afmetingen van 30-50 × 8-12 µm. Sporen ellipsvormig tot ovaal van vorm, dikwandig en 11-15 × 6-7,5 µm groot.

## Verspreiding
De vroege zalmkorstzwam komt in Nederland zeldzaam voor.